# Простое число Вольстенхольма
В теории чисел простым числом Вольстенхольма  называется всякое простое число, удовлетворяющее усиленному сравнению из теоремы Вольстенхольма. При этом исходному сравнению из теоремы Вольстенхольма удовлетворяют все простые числа, кроме 2 и 3. Простые Вольстенхольма названы в честь математика Джозефа Вольстенхольма, который первым доказал теорему в XIX веке.
Интерес к этим простым возник по причине их связи с великой теоремой Ферма.
Известны только два простых числа Вольстенхольма — это 16843 и 2124679 (последовательность A088164  в OEIS). Других простых чисел Вольстенхольма, меньших 109, нет.

## Определения
Простое число Вольстенхольма может быть определено несколькими эквивалентными путями.

### Через биномиальные коэффициенты
Простое число Вольстенхольма — это простое число, удовлетворяющее сравнению
{\displaystyle {2p \choose p}\equiv 2{\pmod {p^{4}}},}
где выражение в левой части обозначает биномиальный коэффициент.
Сравните с теоремой Вольстенхольма, которая утверждает, что для любого простого p > 3 выполняется следующее сравнение:
{\displaystyle {2p \choose p}\equiv 2{\pmod {p^{3}}}.}

### Через числа Бернулли
Простое число Вольстенхольма — это простое число p, делящее (без остатка) числитель числа Бернулли Bp−3. Таким образом, простые числа Вольстенхольма представляют собой подмножество иррегулярных простых чисел.

### Через иррегулярные пары
Простое число Вольстенхольма p — это простое число, такое, что (p, p-3) является иррегулярной парой.

### Через гармонические числа
Простое число Вольстенхольма p — это простое число, такое, что
{\displaystyle H_{p-1}\equiv 0{\pmod {p^{3}}}\,,}
то есть числитель гармонического числа {\displaystyle H_{p-1}} делится на p3.

## Поиск и текущее состояние
Поиск простых чисел Вольстенхольма начался в 1960-х годах и продолжается до сих пор. Последний результат был опубликован в 2007 году. Первое простое число Вольстенхольма 16843 было найдено в 1964 году, хотя результат и не был опубликован в явном виде. Находка 1964 года была потом независимо подтверждена в 1970-х годах. Это число оставалось единственным известным примером таких чисел почти 20 лет, пока не было объявлено об обнаружении второго простого числа Вольстенхольма 2124679 в 1993 году. В то время вплоть до 1,2⋅107 не было найдено ни одного числа Вольстенхольма, кроме упомянутых двух. Позднее граница была поднята до 2⋅108 Макинтошем (McIntosh) в 1995 году, а Тревисан (Trevisan) и Вебер (Weber) смогли достичь 2,5⋅108. Последний результат зафиксирован в 2007 году — до 1⋅109 так и не нашли простых чисел Вольстенхольма.

## Ожидаемое количество
Существует гипотеза, что простых чисел Вольстенхольма бесконечно много. Предполагается также, что количество не превосходящих x простых чисел Вольстенхольма должно быть порядка ln ln x, где ln обозначает натуральный логарифм. Для любого простого числа p ≥ 5 частным Вольстенхольма называется
{\displaystyle W_{p}{=}{\frac {{2p \choose p}-2}{p^{3}}}.}
Ясно, что p является простым числом Вольстенхольма тогда и только тогда, когда Wp ≡ 0 (mod p). Из эмпирических наблюдений можно предположить, что остаток Wp по модулю p равномерно распределён на множестве {0, 1, …, p-1}. По этим причинам вероятность получения определённого остатка (например, 0) должна быть около 1/p.